# 千家和也
千家 和也（せんけ かずや、1946年 - 2019年6月13日）は、日本の作詞家。本名：村越英文。

## 経歴
千葉県市原市出身。市川高校卒業。早稲田大学教育学部中退。
なかにし礼に師事、その後、作詞家としてデビュー。
1972年、「終着駅」が第14回日本レコード大賞作詞賞を受賞。
アイドル歌謡曲からアニメソング、大人の歌と幅広く作詞をしている。
1982年には、本名で書いた小説『だから言わないコッチャナイ』で、第60回オール讀物新人賞を受賞。
1989年10月から1991年9月までHBCラジオ『千家和也の特上生ワイド』のパーソナリティーを務めた。
2019年6月13日、東京都内の病院で食道がんのため死去。73歳没。

## 主な作品

### あ行
- 麻丘めぐみ
  - 「芽ばえ」
  - 「悲しみよこんにちは」
  - 「女の子なんだもん」
  - 「わたしの彼は左きき」
  - 「アルプスの少女」
  - 「ときめき」
  - 「白い部屋」
  - 「悲しみのシーズン」
  - 「雪の中の二人」
- 麻生よう子
  - 「逃避行」
  - 「午前零時の鐘」
  - 「片隅のふたり」
- 安西マリア
  - 「愛のビーナス」
  - 「針のくちづけ」
- 石川さゆり
  - 「あなたの私」
  - 「私でよければ」
  - 「命燃やして」
- 石橋正次
  - 「お嫁にもらおう」
  - 「あいつという女」
- 猪股裕子、小林亜星
  - 「女の子って」
- 内山田洋とクール・ファイブ
  - 「そして、神戸」
  - 「男泣き」
  - 「さよならの彼方へ」
- 内海美幸
  - 「酔っぱらっちゃった」
- 奥村チヨ
  - 「終着駅」
- 尾崎紀世彦
  - 「ゴッドファーザー～愛のテーマ」（訳詞）
  - 「母と子の絆」（訳詞）

### か行
- 春日八郎
  - 「或る女/ふるさとの女」
- 北見恭子
  - 「フィンガーソング」
- キャンディーズ
  - 「なみだの季節」
  - 「年下の男の子」
  - 「内気なあいつ」
  - 「その気にさせないで」
- 杏真理子
  - 「あやまち」
- 具志堅用高
  - 「拳」
- 近藤久美子
  - 「小さな抵抗」
  - 「聞きたい事があるの」
  - 「1と5」

### さ行
- 西城秀樹
  - 「奇蹟の薔薇」（『青春に賭けよう』SIDE A6）
  - 「泪の首飾り」（『青春に賭けよう』SIDE B6）
  - 「愛の犯ち」（『エキサイティング秀樹』SIDE B6）
  - 「とどかぬ愛 Que Je T'ame」（『西城秀樹リサイタル/ヒデキ・愛・絶叫!』RECORD-2 SIDE B4：訳詞）
- 堺正章
  - 「アップ・ダウン」
  - 「恋人捜し」
- 佐良直美
  - 「素顔」
- ジャッキー吉川とブルー・コメッツ
  - 「シンデレラ（シンデレラの脚）」
  - 「緑の乙女」
  - 「優等生にはなりたくない」
  - 「妖精の世界」
- 朱里エイコ
  - 「見捨てられた子のように」
- 城みちる
  - 「君がまぶしい」
- 杉田かおる
  - 「見ちゃった聞いちゃった」
- ずうとるび
  - 「愛の反逆」

### た行
- 平浩二
  - 「バス・ストップ」
  - 「夜明け前」
  - 「名前は暁子」
  - 「冬の駅」
  - 「夢物語」
  - 「涙ごころ」
- 殿さまキングス
  - 「北の恋唄」
  - 「なみだの操」
  - 「夫婦鏡」
  - 「おんなの運命」
  - 「浮草の宿」
  - 「恋は紅いバラ」

### な行
- 西川峰子
  - 「あなたにあげる」
  - 「ふたりの秘密」
- 野口五郎
  - 「雨に消えた恋」
  - 「君が美しすぎて」
  - 「告白」

### は行
- 橋幸夫
  - 「江戸の花」
  - 「京ごよみ～沖田総司～」第16回日本レコード大賞（中山晋平・西条八十賞受賞曲）
  - 「噂の金四郎」
  - 「おとこ酒」
  - 「人生はまだ語れない」
  - 「ささえ」
- 林寛子・小泉今日子
  - 「素敵なラブリーボーイ」
- 広美和子
  - 「アンジェにおまかせ/マイ ネーム イズ プティ アンジェ」（『女王陛下のプティアンジェ』主題歌）
- ピートマック・ジュニア
  - 「ルパン三世のテーマ」（補作詞、原案は鴇田一枝）
- フォーリーブス
  - 「急げ!若者」
  - 「友情」
- 紅谷洋子
  - 「思春期」
- ポップコーン
  - 「生まれた時は」
- 保科有里
  - 「バス・ストップ2」
- 堀江美都子
  - 「花の子ルンルン」（『花の子ルンルン』主題歌）コーラス / ザ・チャープス
  - 「だって花よめですもの」（『花よめは16歳』主題歌）コーラス / ザ・チャープス
  - 「天使よ聞いて」（『花よめは16歳』エンディングテーマ）コーラス / ザ・チャープス

### ま行
- 前川清
  - 「恋するお店」
- 前川陽子
  - 「魔女っ子メグちゃん」（『魔女っ子メグちゃん』主題歌）
- 牧村三枝子
  - 「少女は大人になりました」
- 美川憲一
  - 「くやし涙」
- 水木一郎
  - 「斗え! ゴライオン/五人でひとつ」（『百獣王ゴライオン』主題歌）
  - 「ルパン三世愛のテーマ」（『ルパン三世』エンディングテーマ）
- 三善英史
  - 「雨」
- 森川美穂
  - 「教室」「級友」
- 森本英世
  - 「あの子は誰」「今こそあなたに」

### や行
- 山口百恵
  - 「としごろ」
  - 「青い果実」
  - 「禁じられた遊び」
  - 「春風のいたずら」
  - 「ひと夏の経験」
  - 「ちっぽけな感傷」
  - 「冬の色/伊豆の踊子」
  - 「湖の決心」
  - 「夏ひらく青春」
  - 「ささやかな欲望/ありがとう あなた」
  - 「白い約束/山鳩」
  - 「愛に走って/赤い運命」
  - 「パールカラーにゆれて」
  - 「赤い衝撃」
- 山本百合子
  - 「忘れられたメッセージ」（『レディジョージィ』主題歌）
- 由紀さおり
  - 「季節風」
  - 「さよならの走り書き」
  - 「挽歌」
- 由美かおる
  - 「女の糸」
  - 「炎の女」

## 出演番組
- 『千家和也の特上生ワイド〜海千山千〜』（HBCラジオ 7:00-11:00）
- 『千家和也の特上生ワイド〜海千山千如何にせん〜』（HBCラジオ 13:00-16:20）

## 著書
- 『千家和也の作詞の本』二見書房 1976
- 『やさしい作詞入門』日本文芸社 1980
- 『田舎の極意』 (野外の手帖) マガジンハウス 1994

原作
- 『私の黒髪を切れ』(セブンコミックス) わたなべまさこ作画, 小学館 1978-79.